# Лайчак, Милан
Милан Лайчак (словац. Milan Lajčiak, 22 апреля 1926, Кошице, Чехословакия — 22 мая 1987, Братислава) — словацкий поэт, прозаик и переводчик, дипломат. Лауреат Государственной премии.

## Биография
В 1936—1944 годах учился в средних школах Кошице и Прешова.
Антифашист. Участник Словацкого национального восстания. В 1945 году — редактор издания Východoslov. В 1947 г. окончил высшую школу ЦК Компартии Чехословакии в Праге.
Работник ЦК Компартии Словакии (КПС) в Кошице. В 1945—1946 — журналист Чехословацкого Радио в Нью-Йорке, затем — секретарь окружного комитета КПС в Гелница, в 1948—1950 г. — работал в Секретариате ЦК работников КПС.
В 1950—1952 — секретарь чехословацко-советского института, в 1952—1954 — секретарь, председатель Союза словацких писателей.
В 1955—1956 г. — работник министерства культуры в Братиславе. С 1961 по 1967 г. — советник посольства ЧССР в Москве, редактор ежедневной газеты Pravda.
Директор театра в 1967 году и председатель литературного общества (DILIZA), в 1967—1968 — главный редактор еженедельника «Predvoj» в Братиславе.
В 1968—1975 г. работал в Министерстве иностранных дел ЧССР. Посол Чехословакии в Швейцарии в 1969—1975 г.
В 1975—1981 — заместитель руководителя Пражской киностудии. С 1982 г. жил в Братиславе, занимался литературным творчеством.

## Творчество
Один из главных представителей словацкой социалистической поэзии.
Уже первые стихи М. Лайчака (сборники «Товарищ моя страна» — «Súdružka moja zem», 1949; «Ненавижу и люблю» — «Nenávidím a milujem», 1950, и др.) выразили воинствующий оптимизм поколения наступающей эпохи социализма.
В лирике М. Лайчака 1950-х годов значительное место занимает тема Словацкого национального восстания, участником которого был поэт; это восстание он трактует как выражение революционных традиций словацкого народа: сборники «Могилы их не зарастут бурьяном» («Ich nezarastie bodl’ačie», 1954), «Вдоль кровавого ручья» («Krvavým potôčkom», 1956). Темы стихов в этот период: классовая борьба, реализация социалистического плана по развитию страны, восхваление Сталина и дружбы с Советским Союзом.
Из впечатлений от поездки в Индонезию создан лирический сборник «Ночь на Кинтамани» («Noc na Kintamani», 1957), пронизанный мыслью о людях мира, их нелегком пути к счастью. В сборнике «Книга уверенности» («Kniha istoty», 1960) преобладает тема высокой гражданской ответственности перед социалистической родиной.
С конца 1950-х г. в творчестве М. Лайчака намечается перелом: оно освобождается от риторики и декларативности, усиливается психологическое начало.
Занимался переводами советской и чешской поэзии на словацкий язык (В. Маяковский, К. Симонов, A. Сурков, Н. Тихонов и др.).

## Избранные произведения
Поэзия
- Pozdrav (1949)
- Súdružka moja zem (1949)
- Nenávidím a milujem (1950)
- Pieseň o veľkom priateľstve (1950)
- Ráno (1951)
- Vernosť (1952)
- Ich nezarastie bodľačie (1954)
- Listy z ďaleka (1954)
- Živý ku živým prichodí (1955)
- Krvavým potôčkom (1956)
- Noc na Kintamani (1957)
- Kniha istoty (1960)
- Osudy (1964)
- Nahá neha (1965)
- Úskalia (1973)
- Listy sivovláske (1974)
- Z nových listov sivovláske (1978)
- Súzvuky (1983)
- Slovo ľuďom dobrým (1986)

Эссе
- Jesenné eseje (1970)
- Básnik a doba (1988)

Стихи для детей и юношества
- Verše deťom (1952)